# Алфред Прингсхайм
Алфред Прингсхайм (на немски: Alfred Pringsheim) е германски математик и меценат.
Роден е на 2 септември 1850 година в Олау, Силезия, в еврейско семейство на собственик на каменовъглени мини и железопътни линии. Учи математика и физика в Хумболтовия университет на Берлин, през 1872 година защитава докторат в Хайделбергския университет, а през 1877 година се хабилитира в Мюнхенския университет, където преподава в продължение на десетилетия. Работи главно в областта на математическия анализ. Той наследява значително състояние, колекционира произведения на изкуството и майолика, подпомага финансово Рихард Вагнер, но губи голяма част от спестяванията си в хиперинфлацията през 1923 година. Най-малката му дъщеря Катя се жени за писателя Томас Ман. С установяването на тоталитарния националсоциалистически режим е подложен на преследвания, но през 1939 година успява да напусне страната и да замине за Швейцария.
Алфред Прингсхайм умира на 25 юни 1941 година в Цюрих.